# Lobsters Pescara

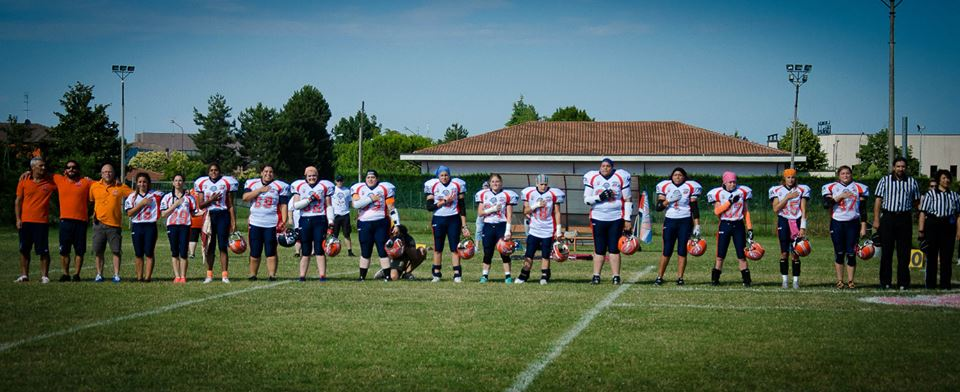
Le Lobsters Campionesse d'Italia. Da sinistra Ettore Esposito (coach offense), Leone Lupo (coach defense), Guglielmo Vannozzi (dirigente), Sofia Esposito, Federica Lattanzio, Molly Ciarciaglini, Sabrina Carta, Enrica Scalella, Andrea De Vita, Maria Victoria Altamira, Anna Vannozzi, Angelica Vannozzi, Georgina Altamira, Maria Cecilia Altamira, Luisa Camplone, Natascia Di Pietro (C), Karen Crocetta (C)

Le Lobsters Pescara sono una squadra italiana di football americano femminile della federazione italiana di football americano con sede a Pescara, in Abruzzo. Partecipano al Campionato Italiano di Football Americano Femminile. Sono le detentrici del Rose Bowl I, avendo battuto in finale le Furie di Cernusco sul Naviglio.

## Storia

### Nascita
Con le Pescara Lobsters nasce la prima squadra femminile di American Football in Abruzzo. Le Lobsters sono nate ufficialmente il 31 ottobre 2011 quando un gruppetto di ragazze, già membri della tifoseria della prima squadra maschile Pescara Crabs, hanno messo in pratica progetti dei quali si parlava già da un po'. Grazie all'impegno dei coach Leo Lupo e Cristiano Barbiero, ex giocatori dei Crabs, e di tutti i dirigenti, questo progetto, sta diventando una realtà. Le Lobsters nascono da una costola dei Pescara Crabs, storica squadra di Football Americano, nata nel 1983.

### L'esordio
La squadra esordisce ufficialmente nel luglio 2012 a Bologna, durante un triangolare organizzato per far conoscere il movimento del football femminile.
La prima partita della compagine pescarese si conclude con una sconfitta per 26-6 contro le Black Marines. Il primo Td della storia delle Lobsters è stato segnato da Sofia Esposito, figlia d'arte (il padre, Ettore, è stato un runner dei Crabs, ed attuale offense coach delle aragostine).
La prima vittoria non tarda ad arrivare. Nella seconda partita giocata nella stessa giornata, le aragoste affrontano le padroni di casa delle Neptunes Bologna, vincendo per 26-2. Gli unici punti delle bolognesi arrivano quasi subito, con una safety. A segno per le Lobsters Anna Vannozzi con una corsa di 28 yrds circa. Raddoppia Angelica Vannozzi su intercetto. Il secondo tempo si riapre con una safety di Anna Vannozzi, che porta il punteggio sul 14-2. Palla ancora alle Lobsters ed ancora Td con la Esposito che percorre l'intero campo. Chiude la pratica Di Pietro, che intercetta la palla sulle proprie 5 yards e la riporta in Td.

### Il primo campionato
Il primo campionato di tackle femminile parte ufficialmente il 28 aprile 2013, ma le aragoste esordiranno nella seconda settimana, giocata il 12 maggio 2013 a Castellanza (VA), contro le padroni di casa delle Tempeste/Sirene. Le ragazze guidate in regia da Di Pietro, alla sua prima partita da Qb, si impongono 24-12, cominciando così il loro cammino verso il primo Rose Bowl. A segno, dopo due safety iniziali, Angelica Vannozzi su corsa da 32 yrds, raddoppia Camplone Luisa sempre su corsa. Chiude Crocetta Karen.
Nella week 3, giocata proprio a Pescara, le Lobsters affrontano le Furie, squadra che poi rincontrerà in finale. Le ragazze di Esposito-Lupo si impongono per 25-19. A segno Anna Vannozzi con 3 Td su corsa per un totale di 153 yrds guadagnate, e Campolone Luisa che riporta in Td un intercetto.
Nella week 4, le pescaresi affrontano le Neptunes Bologna, imponendosi per 26-12. A segno Di Pietro, Crocetta e due volte Camplone, tutti su corsa.
La week 5 vede le blu-arancio affrontare le Black Marines. Il punteggio è di 13-6 per le Black Marines, ma la sconfitta non pregiudica la presenza della compagine pescarese al Rose Bowl Italia.
Le Lobsters termineranno la regular season con un record di 3-1, come le Furie e le Black Marines, ma quest'ultima, a seguito dell'applicazione della regola della differenza punti, sarà esclusa dalla finale, a beneficio delle Furie arrivate prime, e delle stesse Lobsters, seconde in campionato.

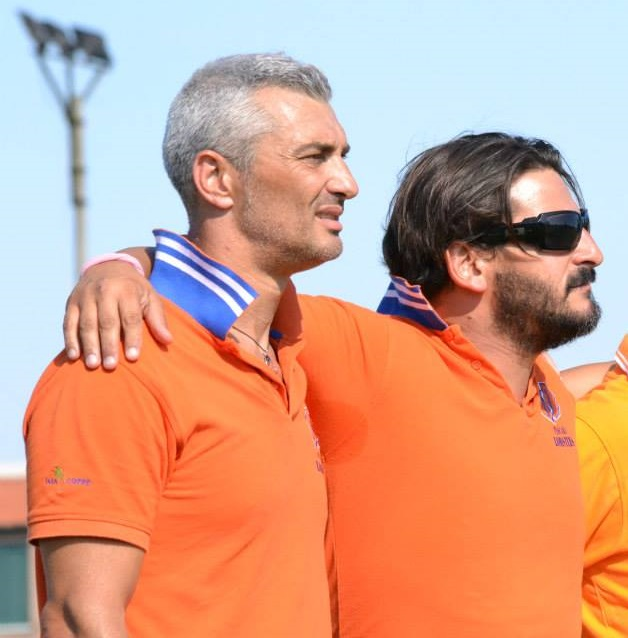
Ettore Esposito (sinistra) e Leone Lupo (destra), coaches delle Lobsters

### Il primo Rose Bowl e il titolo nazionale

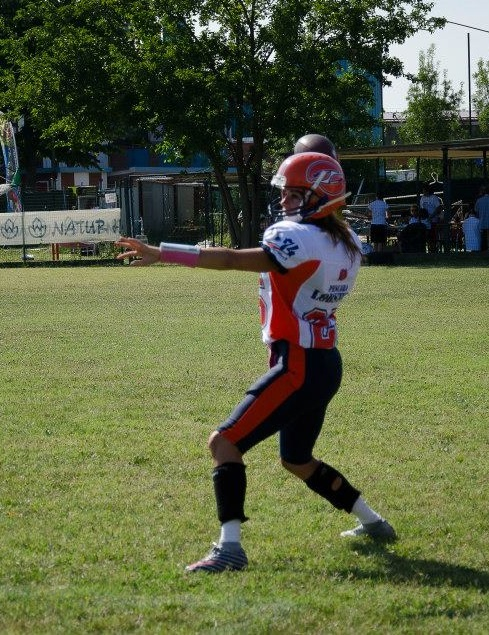
Natascia Di Pietro ha condotto le Lobsters alla vittoria del loro primo Rose Bow

Il primo Rose bowl si gioca a Ferrara, con le Lobsters opposte alle Furie già battute in campionato. Le ragazze, sono costrette a recuperare un doppio svantaggio con a disposizione poco più della metà del secondo tempo. Le abruzzesi non demordono, e grazie a due drive d'attacco, e ad una difesa attenta a recuperare immediatamente palla, riescono nell'impresa di pareggiare una partita che sembrava volgere al termine in favore delle Furie. Punteggio sul 19-19 e squadre all'overtime. Cominciano le Furie, ancora Pezza e punteggio sul 25-19. La difesa delle lobsters chiude gli spazi ed evita la trasformazione. Palla all'attacco che pareggia immediatamente con Camplone. 25-25 ma con la possibilità di trasformazione. Crocetta riceve la palla dalle mani di Di Pietro, si allarga sulla destra e varca la linea di end zone. Punteggio 26-25 e il primo Rose bowl è vinto dalle Lobsters.

## Uniformi

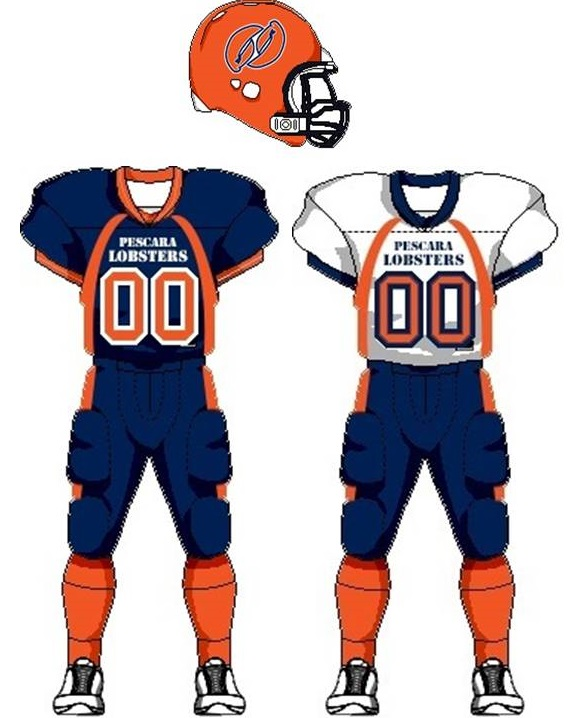
Divise da gioco delle Lobsters

Per le partite in casa la maglia è blu con bande verticali laterali arancioni. Il numero è arancione con contorno bianco. In occasione del primo Rose Bowl, è stata realizzata una seconda maglia da trasferta, bianca con bande verticali arancioni e numeri arancioni. I pantaloni sono blu, con bande verticali arancioni.
Il casco è arancione con a lato due chele di aragosta (Lobster in inglese) in arancione con bordi blu.

## Risultati stagione per stagione
| Stagione | Lega  | Risultati stagione regolare | Play-off                                       |
| -------- | ----- | --------------------------- | ---------------------------------------------- |
| 2013     | CIFAF | V=3 S=1 P=0                 | V Rose Bowl I contro le Furie Cernusco (26-25) |

## Palmarès
- 1 Rose Bowl Italia (2013)